# Индюшатина

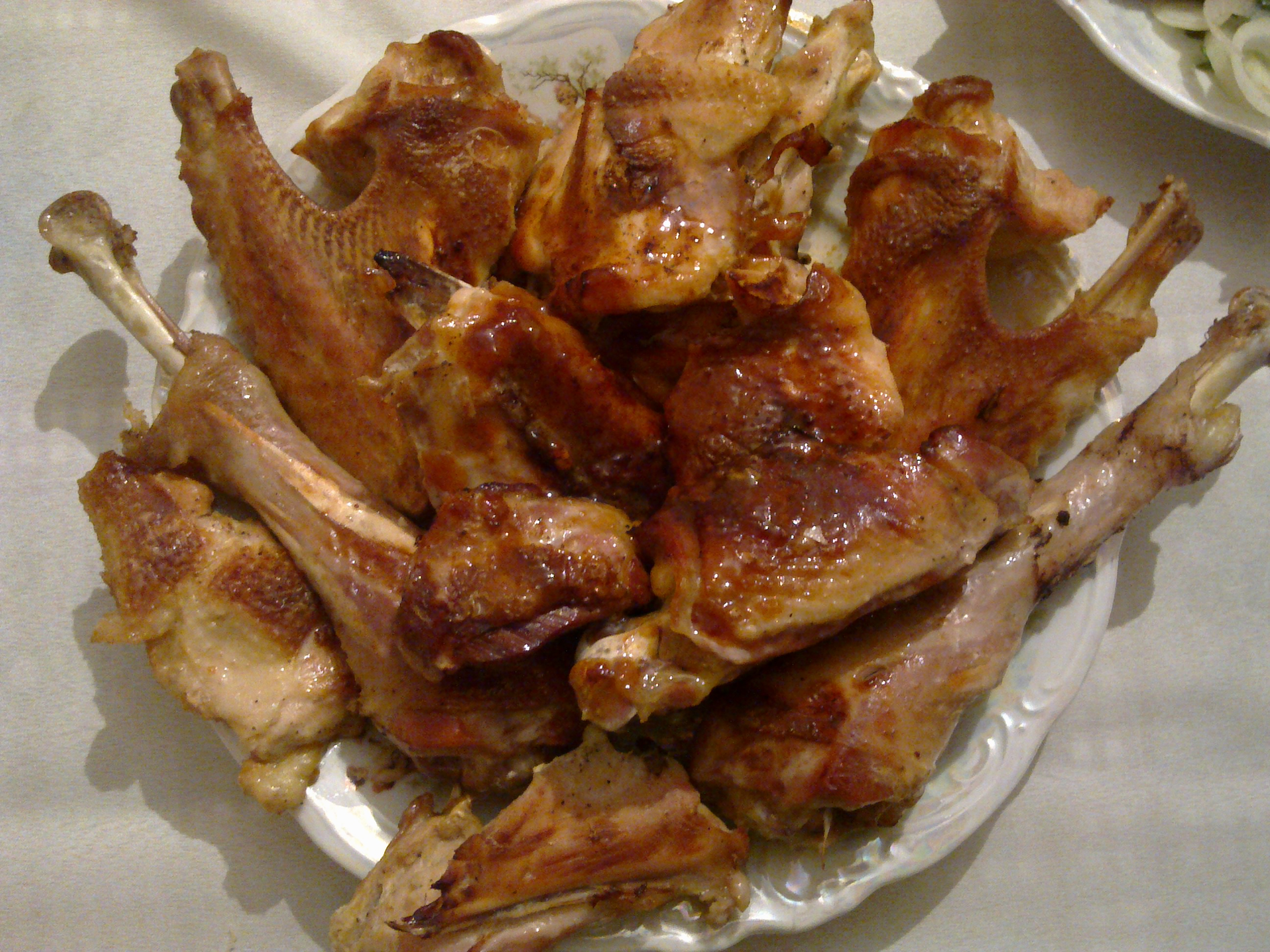
Жареные куски индюшатины

Индюша́тина — мясо индеек при употреблении в пищу.

## Мясо
Индейки родом из западного полушария, где они являлись единственной домашней птицей ацтеков. Они имеют в настоящее время довольно широкое хозяйственное значение для человека, главным образом как источник белка́. Индюшатину наиболее высокого качества получают в США. В России индейки имеют меньшее хозяйственное значение в силу их теплолюбивости.
Индюшатина, как и крольчатина, низкокалорийна, содержит мало жиров, но менее гладковолокниста по структуре. Существует несколько способов приготовления индюшатины: запекание, жарка, варка.
Мясо диких индеек, широко распространённых, например, в США, употребляется в качестве дичи.